# Callicle
Callicle (in greco antico: Καλλικλῆς?, Kalliklês; Atene, V secolo a.C. – forse 403 a.C., durante la rivolta antiaristocratica contro Crizia) è un misterioso sofista, principale interlocutore di Socrate nel Gorgia di Platone.
La sua figura di giovane ateniese aristocratico e dalle idee antidemocratiche ha indotto gli interpreti a porre varie ipotesi sulla sua identità: oltre al Gorgia, infatti, di Callicle non si hanno notizie in altri testi. Al di là di ogni ipotesi, risulta comunque chiaro che con questo personaggio Platone ha voluto presentare (e criticare) una posizione politica certamente presente nel panorama della sofistica del V secolo a.C.

## L'identità di Callicle

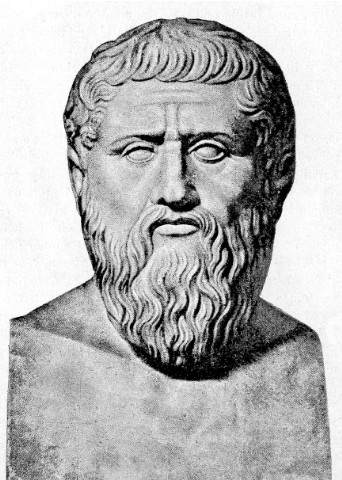
Platone

Della vita e del pensiero di Callicle si sa molto poco: l'unica fonte è il Gorgia di Platone, poiché non vi è testimonianza in altri scritti dell'esistenza di questo arrembante giovane ateniese, votato all'impegno politico e dalle idee fortemente antidemocratiche. Non è nemmeno possibile dedurre l'età di questo personaggio all'epoca in cui è ambientato il dialogo - anche se, d'altra parte, risulta chiaro che all'epoca Callicle non era ancora entrato nell'età matura, poiché si dice che deve ancora intraprendere la carriera politica da lui tanto bramata.
A favore della sua esistenza storica ci sono i riferimenti a importanti personalità ateniesi che, a detta di Socrate, avrebbero intrattenuto rapporti con il giovane: sappiamo così che Callicle appartiene al demo di Acarne, e che coltiva la passione per la vita politica e per un tale Demo, figlio di Pirilampo - passione paragonata a quella di Socrate per la filosofia e Alcibiade. Quest'ultimo particolare lega strettamente Callicle alla biografia di Platone: Pirilampo infatti, amico e confidente di Pericle, aveva sposato in seconde nozze la madre del filosofo, Perittione, mentre suo figlio Demo viene ricordato in altre fonti per la propria eccezionale bellezza. Inoltre, in 487c, Socrate cita altri tre personaggi storicamente esistiti, in qualità di amici e coetanei di Callicle: Androne figlio di Androzione (uomo politico che fece parte dei Quattrocento), Tisandro di Afidna (membro della buona società ateniese) e Nausicide di Colargo (ricco proprietario di mulini, citato anche da Aristofane).
Platone sembra informarci anche sulla sorte di Callicle, attraverso quella che potrebbe essere una profezia post eventum. In 519a-b, parlando di una possibile crisi della polis, Socrate sostiene che personalità come Temistocle, Cimone e Pericle continuerebbero a essere lodate dai cittadini, ma sicuramente le responsabilità del declino verrebbero scaricate sui loro consiglieri, tanto che, aggiunge Socrate: «forse se la prenderanno anche con te [Callicle], e con il mio amico Alcibiade, anche se non siete colpevoli». Sappiamo che nel 415 a.C. Alcibiade fu condannato in contumacia in seguito allo scandalo delle erme: è possibile dunque che nello stesso periodo anche Callicle sia incappato in una disgrazia politica, tale da metterlo in ombra nella vita della polis. Prende così corpo l'ipotesi avanzata da Dodds, secondo cui Callicle potrebbe essere morto ancora giovane durante la guerra del Peloponneso, così giovane da non aver avuto il tempo di farsi ricordare dai contemporanei.
Considerata d'altro canto la scarsità di informazioni, molti interpreti hanno visto in Callicle una maschera, sotto cui si celerebbero altri importanti intellettuali o uomini politici greci. Si è così ipotizzato di volta in volta di identificare il giovane ateniese con: 
- lo stesso Platone prima di incontrare Socrate, quando ancora era un giovane della nobiltà ateniese indirizzato alla vita politica;[5]
- Isocrate, il retore avversario e concorrente di Platone, che in orazioni come la Contro i sofisti e l'Encomio di Elena rivolgeva ai filosofi (e ai platonici in particolare) accuse simili a quelle avanzate da Callicle contro Socrate;[6]
- Alcibiade, a cui sembra essere accomunato dalla medesima sorte (la condanna da parte del regime democratico);
- Crizia, lo zio materno di Platone, sofista nonché membro dei Trenta Tiranni, il quale affermava la totale opposizione tra nomos e physis;
- infine, Callicle potrebbe essere portavoce di altre posizioni sostenute dal Gorgia storico, ipotesi che però si presta a molte obiezioni, prima fra tutte il fatto che in più punti il giovane prende le distanze dal celebre sofista.

## L'antitesinomos/physis

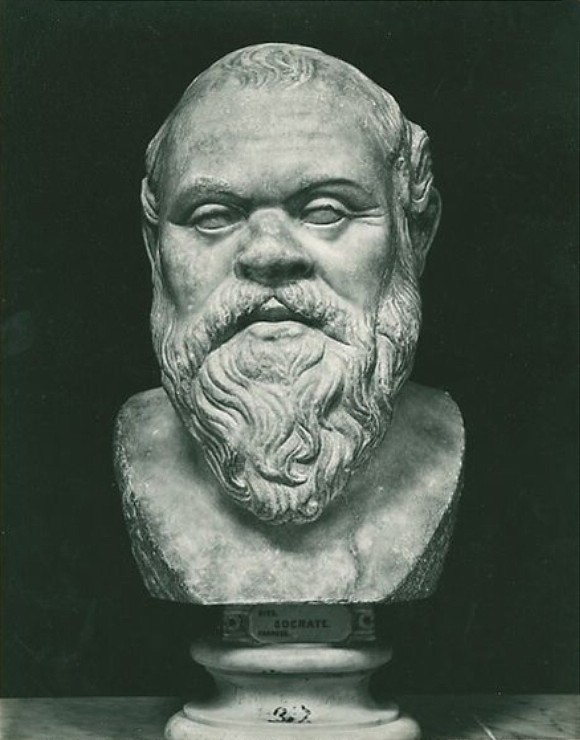
Socrate viene accusato da Callicle di essere rozzo e lontano dalla vita civile della polis

Passiamo ora ad analizzare il pensiero politico di Callicle, seguendo la ricostruzione offerta da Platone. Nel Gorgia, Socrate confuta dapprima il sofista di Leontini, e in seguito costringe Polo, allievo di Gorgia, a sostenere che il tiranno non può essere felice per il semplice motivo di fare tutto ciò che gli pare: poiché ognuno (in un'ottica eudemonistica) desidera il bene allo scopo di raggiungere la felicità, ne consegue che chi compie il male credendo di fare il proprio bene è in realtà ignorante, perché non sa ciò che è veramente il bene, e deve essere compatito, non invidiato. Giunti a tali conclusioni, entra in scena Callicle, che domanda a Cherefonte, allievo di Socrate, se il maestro stia parlando seriamente o se stia scherzando. Callicle ha infatti compreso che il filosofo con i suoi discorsi sta rovesciando, di fatto, l'assiologia genericamente accolta dalla polis. Il giovane decide così di intervenire, accusando Socrate di aver fatto leva sulla vergogna di Polo e Gorgia per costringerli ad accettare princìpi su cui in realtà non sono d'accordo.
In una lunga rhesis, Callicle si presenta come uno strenuo sostenitore del potere autocratico del tiranno (posizione che lo rende per certi versi accomunabile al Trasimaco del Libro I della Repubblica): egli osserva subito che quanto affermato da Socrate è valido in base a una norma (nomos), non certo per natura (physis). Viene così introdotto nella discussione il celebre tema dell'antitesi di nomos e physis, cioè del rapporto conflittuale che intercorre tra la legge delle poleis e la legge di natura. Le leggi sono convenzioni volute dai più deboli, la maggioranza, e imposte ai pochi migliori e più forti, con l'unico scopo di tutelarsi. Per natura, invece, avviene l'esatto contrario: sono i più forti a governare e sottomettere o uccidere i più deboli, e anche nei rapporti tra nazioni, le più potenti occupano e sottomettono quelle militarmente ed economicamente inferiori (Callicle porta l'esempio di Serse). Chi dunque afferma, come Socrate, che subire un'ingiustizia è meglio di arrecarla ad altri, ha una mentalità da schiavo (vedi, più avanti la “morale degli schiavi” di F. Nietzsche), non da uomo: il filosofo viene accusato di essere rozzo (agroikia) e addirittura di non essere “maschio” (anandria). La filosofia può essere interessante come oggetto di studio quando si è giovani, ma giunti all'età matura gli uomini, per esser tali, devono dedicarsi alla politica, e non certo continuare a cinguettare come ragazzini di cose prive di valore, anche se lo si fa con buone intenzioni. Con questi discorsi, lo stesso Callicle riconosce di riprendere il celebre topos letterario dello scontro tra vita attiva e vita contemplativa, riferendosi esplicitamente al confronto tra i fratelli Anfione e Zeto nell'Antiope, opera oggi frammentaria di Euripide. Nel resto della discussione, Callicle continuerà a sostenere la superiorità della vita attiva, dedita alla retorica e alla politica, mentre Socrate dimostrerà che la filosofia, ben più della retorica, ha un ruolo importante nella vita politica cittadina (il filosofo è il vero politico, non il retore).
È tuttavia interessante notare che, con la propria tesi sulla preminenza della physis rispetto al nomos, Callicle è molto più radicale di altri due sostenitori della superiorirà della natura, i sofisti Ippia di Elide e Antifonte, i quali sostengono, al contrario, che la physis mostra come gli uomini sono uguali e solo il nomos li discrimina. Callicle sostiene infatti che le leggi servono all'unico scopo di tutelare gli interessi dei più deboli, inibendo gli istinti dei più forti, migliori per natura, che sarebbero portati a comandare. Tale inibizione avviene fin dall'infanzia attraverso l'educazione, quando si insegna loro che fare il male e compiere ingiustizie sono cose ignobili (aischroi), e li si abitua a fare parti uguali per tutti, in modo che nessuno abbia più degli altri. Ma la natura, al contrario, sancisce che chi vale di più ed è più intelligente merita di più di chi vale meno: chi agisce in modo da prendersi ciò che gli spetta con la forza, da un lato compie sì un'ingiustizia secondo la norma degli uomini, ma dall'altro esercita la giustizia secondo la legge della physis, ed è quindi dikaios, giusto. D'altra parte, si badi bene, Callicle non critica tout court la giustizia del nomos e il senso della vergogna (aidos) che ad esso si rifà, bensì si limita ad attaccare quegli aspetti della legge degli uomini che comportano un sentimento di vergogna antitetico a quello avallato da altri aspetti della natura umana.
Nonostante tutto ciò, comunque, Callicle afferma che è ancora possibile un ribaltamento della situazione vigente. L'educazione delle poleis inibisce le ambizioni dei più forti, addestrandoli fin da bambini come si fa con i giovani leoni e trasformandoli in schiavi per mezzo di «formulette e incantesimi»: verrà però il giorno in cui nascerà un giovane leone che, da vero uomo, si strapperà di dosso le costrizioni della vita sociale e da schiavo diventerà padrone, calpestando tutti i trucchi, gli incantesimi e le leggi contro natura.

## L'edonismo
Legata ai temi del potere autocratico del tiranno e dell'antitesi nomos/physis è la professione di edonismo. Nella seconda parte della sua rhesis si comprende l'interesse di Callicle per la retorica gorgiana, quale mezzo per guadagnare prestigio e potere nella polis. Il filosofo, al contrario, non conosce proprio niente della città e delle sue leggi, e quindi, qualora dovesse capitargli di venire arrestato, non sarebbe in grado di difendersi, nemmeno se accusato da una persona dappoco. Socrate, dal canto suo, non può che ringraziare il giovane per la propria franchezza, e porre in questione i temi da lui trattati nel precedente discorso, interrogando il proprio giovane interlocutore sul valore dei termini «migliore», «superiore» e via dicendo.
È a questo punto che Callicle, provocatoriamente, sostiene che il bene non consiste nella virtù, ma nel piacere. Si tratta di un edonismo radicale: la vera felicità è rappresentata dal piacere, dall'avere molti desideri e dall'esaudirli tutti. Egli invita a non frenare i propri istinti, ma anzi a lasciarli crescere a dismisura per poi soddisfarli, sin nel minimo capriccio: questo, a suo dire, è un segno di coraggio e intelligenza - quindi di superiorità. Chi non è in grado di fare ciò sono i deboli, ovvero la massa la quale, non avendo la forza di seguire i propri desideri, si limita a criticare chi lo può fare, etichettandolo come intemperante e quindi biasimandolo per aver tenuto un comportamento riprovevole (aischros).
In risposta a questo discorso Socrate, riprendendo un mito orfico, paragona le anime dei dissoluti a vasi bucati: esse vengono attraversate da svariati desideri, che una volta saziati scivolano via senza riuscire a riempirle. Callicle, tuttavia, obietta che l'anima dei morigerati è invece simile a un sasso, poiché una volta sazia di quei pochi desideri, non desidera più niente e può dedicarsi solo ad una vita inerte. Solo il tiranno è dunque vero uomo poiché, come affermava Polo prima di essere confutato da Socrate, questi può tutto ed è in grado di fare tutto ciò che vuole - quindi di ottenere il piacere e la felicità al massimo grado.

## Callicle e Nietzsche

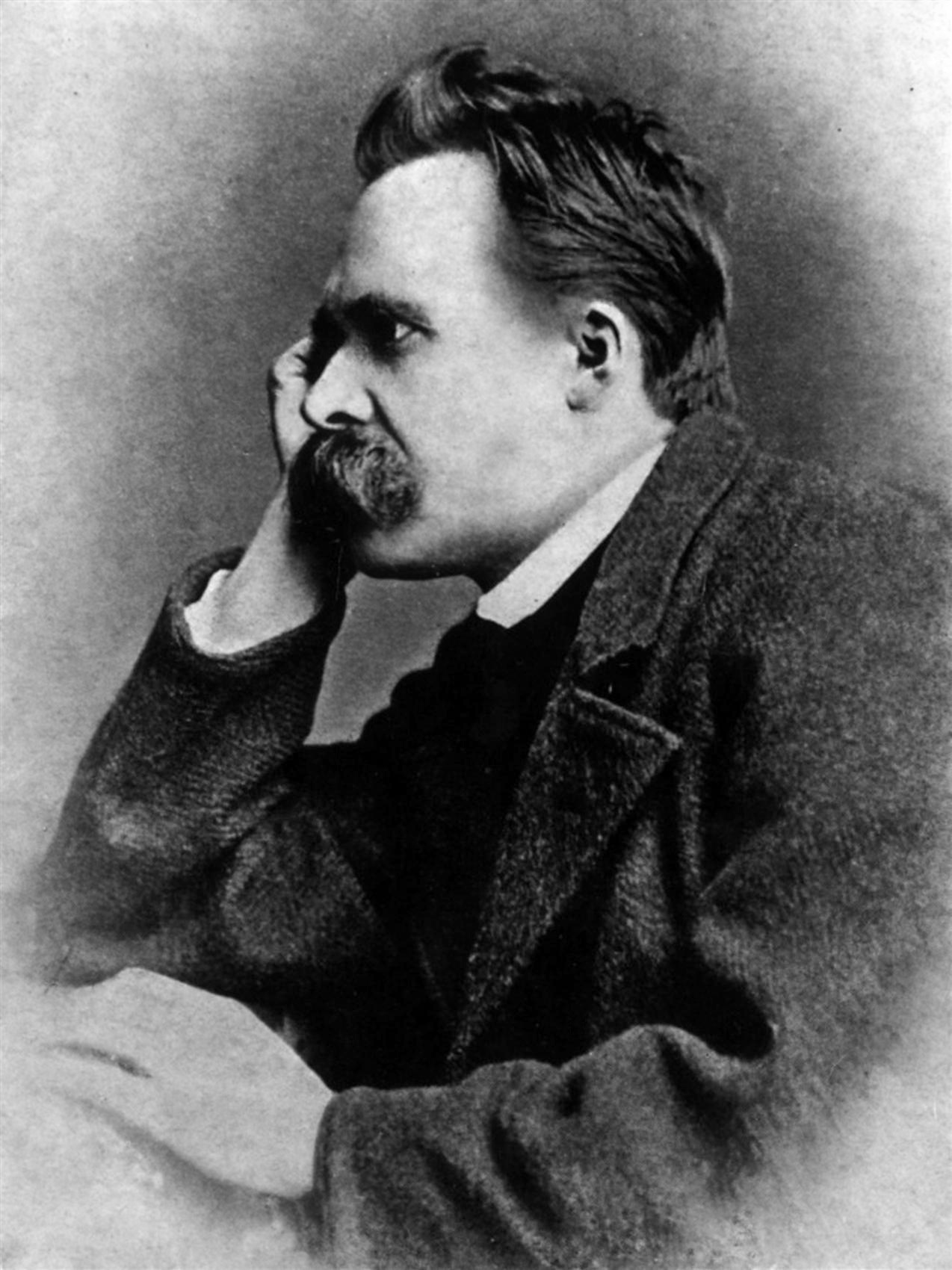
Friedrich Nietzsche

Nel corso del dialogo tra Socrate e Callicle, il giovane ateniese, messo più volte in difficoltà dal filosofo, decide sdegnosamente di abbandonare la discussione, lasciando campo libero all'avversario che può terminare da sé il proprio ragionamento, dimostrare che è meglio scegliere una vita morigerata dedita alla filosofia e alla virtù, e narrare un mito escatologico in cui vengono ribaditi questi princìpi. Tuttavia, la figura di Callicle ha rivestito un ruolo importante nella storia della filosofia, soprattutto nel pensiero di Friedrich Nietzsche, che trovò l'arrembante giovane ateniese ben più persuasivo del sileno Socrate.
È noto che Nietzsche, nella sua analisi del nichilismo moderno, critica le posizioni espresse dal platonismo, indicando nelle opere di Platone e nella figura del maestro Socrate la causa della morte dell'elemento dionisiaco che aveva caratterizzato fino ad allora la cultura greca, espressa magnificamente dalla tragedia attica. In opposizione a Socrate, Nietzsche riscopre allora i sofisti, quali portatori di valori in grado di trasvalutare i precetti della morale ormai in crisi: egli ha infatti compreso che la situazione politica e morale della civiltà classica dell'inizio del V secolo a.C. ha molti punti di convergenza con la crisi dei valori della società moderna, caratterizzata dalla «morte di Dio».
Il filosofo di Röcken trova dunque delle affinità con la figura del giovane ateniese Callicle e la sua netta presa di posizione in favore della physis contro il nomos. Entrambi sono concordi nel sostenere che il nomos altro non è che una sorta di contratto sociale creato dai più deboli per tutelarsi dai soprusi dei più forti, una “morale per schiavi” basata sulla paura e sull'invidia dei peggiori nei confronti dei migliori. Assume così importanza la figura dell'uomo-leone delineata da Callicle, fautore di una “morale dei signori”, dell'uomo cioè che, elevandosi al di sopra della morale comune, ne calpesta i precetti contro natura per affermare se stesso e la propria superiorità e giustizia - immagine che viene successivamente ripresa dal superomismo nietzschiano di opere come Così parlò Zarathustra e La volontà di potenza, nonché le opere specificamente dedicate all’etica: Al di là del bene e del male e Genealogia della morale.